# Jayden Revri
Jayden Revri (* 16. Mai 1999 in London) ist ein britischer Schauspieler.

## Leben und Karriere
Revri wurde am 16. Mai 1999 in London geboren. Er besuchte die Stagecoach Performing Art School. Sein Debüt gab er 2014 in dem Kurzfilm Mohammed. Im selben Jahr trat er in Augustina auf. Von 2016 bis 2017 war Revri in der Fernsehserie The Lodge zu sehen. Anschließend wurde er 2021 für die Serie Innocent gecastet. Unter anderem spielte er in Fate: The Winx Saga mit. 2024 bekam Revri in der Serie Dead Boy Detectives eine Hauptrolle.

## Filmografie
- 2014: Mohammed (Kurzfilm)
- 2014: Augustina (Kurzfilm)
- 2015: Rushing (Kurzfilm)
- 2015: Taciturn (Kurzfilm)
- 2016–2017: The Lodge (Fernsehserie, 25 Folgen)
- 2021: Innocent (Fernsehserie, 2 Folgen)
- 2021: Fate: The Winx Saga (Fernsehserie, 3 Episoden)
- 2024: Dead Boy Detectives (Fernsehserie, 8 Episoden)